# フアン・アルベルト・スキアフィーノ
フアン・アルベルト・スキアフィーノ（Juan Alberto Schiaffino、1925年7月28日 - 2002年11月13日）は、ウルグアイ・モンテビデオ出身の元サッカー選手。ポジションはフォワード、ミッドフィールダー。

## 略歴
1943年にCAペニャロールでキャリアをスタートさせると、すぐに頭角を現しレギュラーとして定着。1946年にはウルグアイ代表にも選出され、FIFAワールドカップ・ブラジル大会の優勝に大きく貢献。決勝のブラジル戦では同点ゴールを決めた。また、4年後のFIFAワールドカップ・スイス大会にも参加した。
1954年にはACミランへ移籍し、グンナー・ノルダール、ニルス・リードホルム、チェーザレ・マルディーニらと共にスクデットなどを獲得。1957-58シーズンはUEFAチャンピオンズカップの決勝まで進むも延長戦の末レアル・マドリードに敗れる。また、イタリア国籍を取得し、イタリア代表として試合にも出場した。1960年にASローマへ移籍、インターシティーズ・フェアーズカップを獲得した。
1999年、ワールドサッカー誌の20世紀の偉大なサッカー選手100人で70位に選出された。